# Przyjaciele wesołego diabła
Przyjaciele wesołego diabła – polski serial telewizyjny dla dzieci, zrealizowany w 1988 roku. Adaptacja powieści Kornela Makuszyńskiego pt. Przyjaciel wesołego diabła.

## Lista odcinków
1. Latające niedźwiedzie
2. Piszczałka − to ja
3. Magiczny kryształ
4. W krainie ducha ciemności
5. Gdzie jesteś, Piszczałko?

## Obsada
- Rafał Synówka − Zenobi
- Jacek Chmielnik − Makary
- Franciszek Ćwirko, Piotr Dziamarski − Piszczałka
- Waldemar Kalisz − Janek
- Franciszek Pieczka − Witalis
- Grzegorz Heromiński − Rybarczyk
- Paweł Unrug − szef nagonki
- Ryszarda Hanin − turystka
- Leon Niemczyk − turysta
- Irena Laskowska − Nauczycielka
- Anna Kwiatkowska − uczennica
- Agnieszka Kwiatkowska − uczennica
- Wanda Pilichowska − telefonistka
- Krzysztof Litwin − dziennikarz
- Zbigniew Grabski